# 친위대 본부
친위대 본부(독일어: SS-Hauptamt; SS-HA 에스에스 하우프탐트; 에스에스하아[*])는 나치 독일의 친위대(SS)의 산하기관으로, 1940년까지는 SS의 중앙본청 기관이었다.
1931년 친위대청(SS-Amt)라는 이름의 기관이 일반친위대 제부대를 감독하기 위한 SS참모본부로서 설치되었고, 1933년 나치당이 권력을 잡은 뒤 SS-Amt는 나치 독일의 모든 SS부대를 감독하게 되었다.
SS-HA로 개명된 것은 1935년 1월 30일이다. SS-HA는 일반친위대, 강제수용소, 친위대 특무부대, 국경연대를 감독했다.
1930년대 말 SS-HA는 SS 내 최대 부서로서 그 권력이 점차 강대해졌다. 제2차 세계 대전이 발발하자 친위대 특무부대가 무장친위대로 확대개편되어 분리되면서 SS-HA는 SS 전체를 관할하지 못하게 되었다. 그 결과 SS-HA는 대폭 감축당했고 친위대 지도본부(SS-FHA), 국가보안본부(RSHA)만한 위세를 누리지는 못하게 되었다.
2차대전 패전 이후 SS-HA 직원들은 특수작전집단, 최종 해결책, 홀로코스트 등을 감독한 이유로 전쟁범죄자로 재판을 받았다. SS-HA 문서들은 미국 메릴랜드주의 국립문서기록관리청에 마이크로필름 형태로 보관되어 있다. 원본 파일들은 독일 연방문서보관소에서 관리 중이다.

## 참고 자료
- McNab, Chris (2009). The SS: 1923–1945. Amber Books Ltd. ISBN 978-1-906626-49-5.
- Yerger, Mark C. (1997). Allgemeine-SS: The Commands, Units and Leaders of the General SS. Schiffer Publishing Ltd. ISBN 0-7643-0145-4.